# Andreas Fuchs (Rechtsanwalt)
Andreas Fuchs (* 16. März 1940 in München) ist ein deutscher Jurist und Autor.

## Leben
Andreas Fuchs ist der Sohn der gehörlosen Schriftstellerin und Bildhauerin Ruth Schaumann und des Publizisten Friedrich Fuchs und ein Neffe der Schauspielerin Erna Morena. Als jüngstes von fünf Kindern verbrachte er seine katholisch geprägte Kindheit in München und kriegsbedingt in St. Märgen im Schwarzwald. Als er sieben Jahre alt war im Jahr 1948, verstarb sein Vater.
Nach seinem Abitur am humanistischen Ludwigsgymnasium in München brach er das Studium der Germanistik und Geschichte nach zwei Semestern ab und studierte Jura in München und Freiburg. Während dieser Zeit schrieb er Hörspiele, die vom Saarländischen Rundfunk gesendet wurden, und finanzierte damit teilweise sein Studium.
Im Jahr 1969, nach dem zweiten Staatsexamen in München, machte er sich dort als Rechtsanwalt selbstständig und arbeitete in dieser Position. Anfangs noch als Strafverteidiger, war er bis 2018 vor allem Anwalt für Familienrecht.
1975 veröffentlichte er einen Ratgeber für das deutsche Erbrecht, welches über die Jahre in 15. Auflagen (zuletzt 1991) erschien, und 1976 das erste Buch auf dem deutschen Markt über das neue, ab 1977 geltende, Scheidungsrecht. Dieses Buch wurde vom Verlag fünf Mal aufgelegt (letzte Veröffentlichung ebenfalls 1991).
Er wurde mehrfach vom Magazin Focus zu den besten Anwälten auf diesem Rechtsgebiet gezählt und war langjähriger Vorsitzender eines Fachausschusses für Familienrecht der Kammer München. Nebenher schrieb er zwei satirische Bücher über Ehe und Scheidung (Ehen werden im Himmel geschlossen und in der Hölle geschieden, Trauen Sie sich doch!) und verfasste Beiträge für die Süddeutsche Zeitung, hier auch Rezensionen von Kinderbüchern. Er war fast während seiner ganzen Anwaltstätigkeit Mitarbeiter einer Ehe- und Familienberatung.
2014 veröffentlichte er den Roman Tag des Zorns. Der Roman erschien zuerst als E-Book, später auch in gedruckter Form. Er war ständiger Mitarbeiter im Bayerischen Rundfunk (Sprechstunde) und trat im Fernsehen auf bei  Ehen vor Gericht.

## Privates
Andreas Fuchs ist verheiratet und hat zwei Kinder.

## Veröffentlichungen
- Testament, richtig gemacht.Vermögen klug verteilt. Heyne, München, ISBN 3-453-41116-1
- Das neue Scheidungsrecht. Heyne, München, ISBN 3-453-41178-1
- Ehen werden im Himmel geschlossen und in der Hölle geschieden. (illustriert von Wilfried Blechen) Nymphenburger, München, ISBN 3-485-00647-5
- Trauen Sie sich doch! Pattloch, München, ISBN 3-629-00146-7
- Tag des Zorns Hockebooks, München, ISBN 978-3-95751-161-4